# Chalybion klapperichi
Chalybion klapperichi là một loài côn trùng cánh màng trong họ Sphecidae, thuộc chi Chalybion. Loài này được Balthasar miêu tả khoa học đầu tiên năm 1957.